# Les Malheurs de Sophie
Pour les articles homonymes, voir Les Malheurs de Sophie (homonymie).
Les Malheurs de Sophie est un roman pour enfants écrit par la comtesse de Ségur. Le livre est publié en 1858, chez l'éditeur Hachette avec des illustrations d'Horace Castelli. Il est le premier volet d'une trilogie, centrée sur le personnage de Sophie de Réan, qui se poursuit avec Les Petites Filles modèles et Les Vacances.

## Résumé
L'action se déroule dans un château de la campagne française du Second Empire où Sophie habite avec ses parents Mme et M. de Réan.
Sophie tente d'être une petite fille modèle mais n'en fait qu'à sa tête au grand désespoir de tous. Ses parents apportent un soin particulier à son éducation. Curieuse et aventureuse, elle commet bêtise sur bêtise avec la complicité critique de Paul, son cousin, qui est bon et tente de lui montrer le droit chemin. Elle a pour amies Camille et Madeleine de Fleurville, des Petites Filles modèles qu'elle peine à imiter.

## Postérité

### Critique
Le succès des Malheurs de Sophie ne s'est jamais démenti jusqu'à aujourd'hui, et le livre a connu de nombreuses rééditions. Il connaît également une large diffusion à l'étranger.
Vladimir Nabokov y fait allusion dans son dernier roman, Ada ou l'Ardeur (1969), en imaginant  Les Sophismes de Sophie d'une certaine « Mlle Stopchin », et Les Malheurs de Swann, dont le titre marie la comtesse de Ségur et Marcel Proust.
En Grande-Bretagne, le roman sert  à entraîner des générations de jeunes filles à la traduction du français (les garçons s'exerceront sur L'Histoire d'un conscrit de 1813, d'Erckmann-Chatrian).

### Adaptations cinématographiques
- Les Malheurs de Sophie, 1946. Film français en noir et blanc (95 min) réalisé par Jacqueline Audry.
- Les Malheurs de Sophie, 1979. Film français en couleur réalisé par Jean-Claude Brialy.
- Les Malheurs de Sophie, 2016. Film français en couleur réalisé par Christophe Honoré[2].

### Adaptations radiophoniques
- Les Malheurs de Sophie (1998), lus par Sylvie Joly pour la collection Lectures d'enfance de France culture[3].
- Les Malheurs de Sophie, une comédie musicale de Sabine Zovighian et Michael Liot sur France culture[4].

### Adaptation théâtrale
- Les Malheurs de Sophie, 2008.

### Adaptations animées
- Les Malheurs de Sophie, série télévisée d'animation française, 1998, adaptée par Bernard Deyriès, diffusée sur France 3, France 5 et Tiji. Cette adaptation condense également Les Petites Filles modèles et Les Vacances.

### Bande dessinée
- Maurice Radiguet, illustrateur, est, sous le pseudonyme de Rad, l'auteur d'une bande dessinée Les Malheurs de Sophie parue en 1927.
- Les malheurs de Sophie, d'après la Comtesse de Ségur, dessin de Louis-Michel Carpentier, adaptation de Jean-Claude Lowenthal, est une bande dessinée parue en 1975 aux éditions Casterman. Louis-Michel Carpentier a adapté de nombreux autres romans de la Comtesse de Ségur.
- Alexis et Gotlib, dans le mensuel Pilote n°1 de juin 1974, repris dans le deuxième volet de l'album Cinemastock, parodient de manière humoristique Les Malheurs de Sophie en en ciblant la violence.

### Musique
- En 1935, le compositeur Jean Françaix écrit un ballet intitulé Les Malheurs de Sophie (32 min, éd.Schott)
- Les Bonheurs de Sophie, Chantal Auber, (OMBR00196), Partition pour piano, Collection La Pléiade, Préparatoire 1
- Les Malheurs de Sophie, Chantal Goya, chanson du film de Jean-Claude Brialy.
- Les Malheurs de Sophie (2011), comédie musicale de Virginie Aguzzoli[5]